# いソノてルヲ
いソノ てルヲの筆名で広く知られた、磯野 晃雄（いその てるお、1930年7月28日 - 1999年4月21日）は、日本のジャズ評論家、ラジオパーソナリティ、司会者で、ジャズ・クラブの経営にも携わった。

## 生涯
慶応義塾大学に学び、在学中から音楽評論活動を手掛けた。その後、駐日アメリカ合衆国大使館に勤務した時期を経て、評論家としての活動を本格化させ、『ミュージック・ライフ』や『スイングジャーナル』などに寄稿した。
ジャズ・ミュージシャンのコンサートの司会を務めることも多く、マイルス・デイヴィスや、ウェザー・リポートなどの実況録音盤に、いソノのMCが残されている例がある。
また、長くラジオ番組で、選曲や構成を担当し、ラジオパーソナリティを務めることもあった。特にNHK-FM放送の番組「ウィークエンドジャズ」や「ゴールデンジャズフラッシュ」には関わりが深かった。
また、一時期は自由が丘で「5（ファイブ）スポット」というジャズ・クラブを経営していた。墓所は雑司ヶ谷霊園。
衆議院議員の手塚仁雄は、いソノの次男である。

## おもな著書
- ジャズクラブ、音楽之友社（音楽新書、1956年）